# John Forbes (Segler)
John Robert Forbes (* 29. Januar 1970 in Sydney) ist ein ehemaliger australischer Segler.

## Erfolge
John Forbes nahm dreimal an Olympischen Spielen in der Bootsklasse Tornado teil. Bei seinem Olympiadebüt 1992 in Barcelona gewann er mit Mitch Booth sogleich die Bronzemedaille, als sie mit 44,4 Gesamtpunkten den dritten Platz hinter dem französischen und dem US-amerikanischen Boot belegten. Acht Jahre darauf startete Forbes in seiner Geburtsstadt Sydney mit Darren Bundock und sicherte sich mit diesem die Silbermedaille. Ihre 25 Gesamtpunkte reichten dabei für den zweiten Platz den Österreichern Roman Hagara und Hans-Peter Steinacher aus. 2004 belegten Forbes und Bundock in Athen mit 62 Gesamtpunkten den sechsten Platz.
1989 in Houston und 1992 in Perth wurde Forbes gemeinsam mit Mitch Booth Weltmeister, zudem sicherten sie sich 1993 in Long Beach Silber. Bereits 1987 hatte Forbes mit Christopher Cairns in Kiel Silber gewonnen. Es folgten zwei dritte Plätze 1994 in Båstad mit Mitch Booth sowie 1996 in Brisbane mit Datten Bundock, ehe Forbes mit Bundock 1998 in Búzios, 2001 in Richards Bay, 2002 in Edgartown und 2003 in Cádiz insgesamt vier weitere Male Weltmeister wurde. Eine letzte Medaille sicherten sich die beiden 2004 in Palma mit Bronze.